# Joseph Rossé

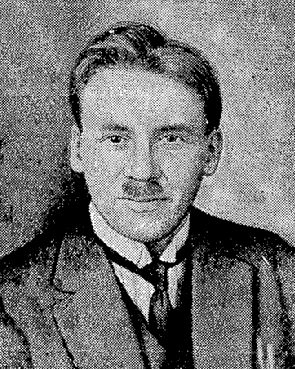
Joseph Rossé

Joseph Victor Rossé (* 26. August 1892 in Altmünsterol; † 24. Oktober 1951 in Villeneuve-sur-Lot, Lot-et-Garonne) war ein deutsch-französischer Politiker (UPR) und elsässischer Autonomist.

## Leben

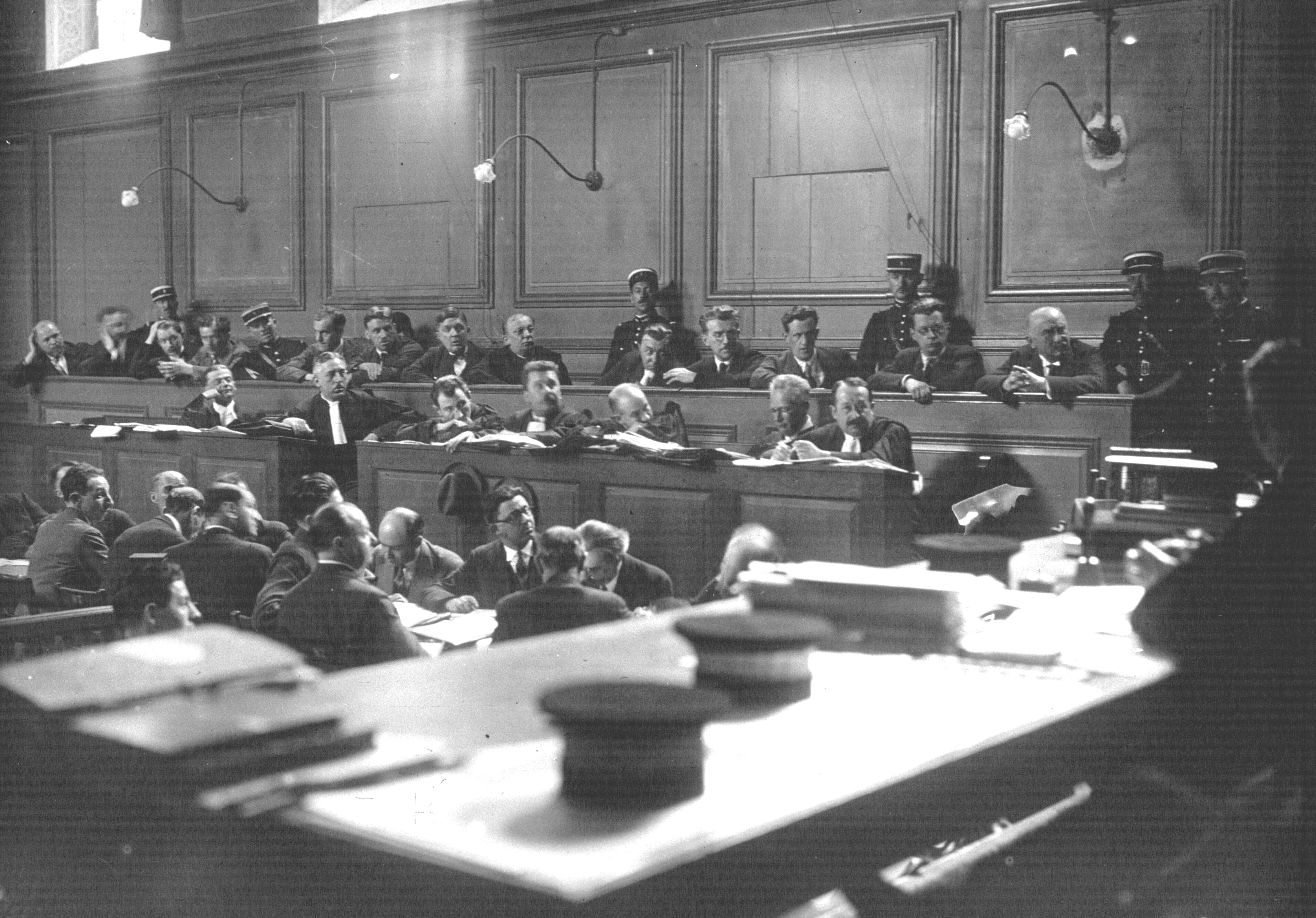
Colmarer Prozess 1928

Joseph Rossé meldete sich 1914 freiwillig zum Kriegsdienst, wurde aber schon nach drei Wochen wegen Untauglichkeit zurückgestellt. 1916 wurde er wieder eingezogen und 1918 zum Offizier befördert.
Rossé war ab dem 1. Oktober 1920 Lehrer an der Grundschule in Colmar. Er war Generalsekretär der Union des groupements professionnels des membres de l’enseignement d’Alsace et de Lorraine, also der Lehrergewerkschaft. Die Lehrerschaft stand geschlossen hinter ihm und bildete seine Hausmacht in der politischen Auseinandersetzung; einer der radikalsten Protestler gegen die französische Politik in Elsass-Lothringen in der Zwischenkriegszeit. Am 7. Juni 1926 veröffentlichte „Der Elsässer“ das Heimatbund-Manifest des Elsaß-Lothringischen Heimatbundes, in dem vollständige Autonomie für Elsass-Lothringen im Rahmen von Frankreich gefordert wurde. Einer der 102 Unterzeichner war Joseph Rossé.
Seit 1919 gehörte Joseph Rossé der Elsässischen Volkspartei (Union populaire républicaine, UPR) an. Per Dekret vom 11. Juni 1926 wurden die Gemeinde- und Staatsbeamten, die das Manifest unterschrieben hatten, suspendiert bzw. ihres Amtes enthoben. Rossé wurde als Beamter und als Lehrer entlassen. Vier Tage später wurde er demonstrativ erneut zum Generalsekretär der Lehrergewerkschaft gewählt. Er wurde nun Journalist beim Elsässer Kurier und Verleger sowie Mitbegründer der Volksstimme. Die Verfolgung der Autonomiebewegung wurde nun verschärft. Am Blutsonntag in Colmar verweigerte sich die französische Polizei dem Schutz der Autonomisten, Ende 1927 ging die französische Regierung zur offenen Unterdrückung über. Am 26. November 1927 erfolgte eine Hausdurchsuchung bei Rossé, am 1. Dezember wurde er verhaftet. Er war kein Einzelfall: Über 100 Durchsuchungen und über 20 Verhaftungen folgten in den nächsten Tagen.
Aus der Untersuchungshaft heraus bewarben sich Rossé, Eugen Ricklin, Paul Schall, René Hauss und Karl Baumann um ein Mandat in der französischen Abgeordnetenkammer. Im ersten Wahlgang am 22. April 1928 waren Ricklin, Rossé und Hauss so gut im Rennen, dass ihre Wahl sicher schien. Im zweiten Wahlgang, der Stichwahl, wurde Rossé am 29. April 1928 mit 11.268 Stimmen (seine Gegenkandidaten waren Richard mit 7.353 Stimmen und Murschel mit 2.912) für die Union populaire républicaine im Wahlkreis Colmar in die Kammer gewählt. Rossé wurde im nachfolgenden Colmarer Komplott-Prozess am 24. Mai 1928 zu einem Jahr Gefängnis und 5 Jahre "Aufenthaltsverbot" wegen Verschwörung gegen die Sicherheit des Staates verurteilt. Am 14. Juli 1928 wurde er durch den französischen Staatspräsidenten amnestiert und freigelassen. Am 8. November 1928 wurde ihm und Ricklin aufgrund der Verurteilung das Abgeordnetenmandat aberkannt. Die Kammer annullierte mit 195 zu 29 Stimmen die Mandate und setzte Neuwahlen am 13. und 20. Januar 1929 fest.

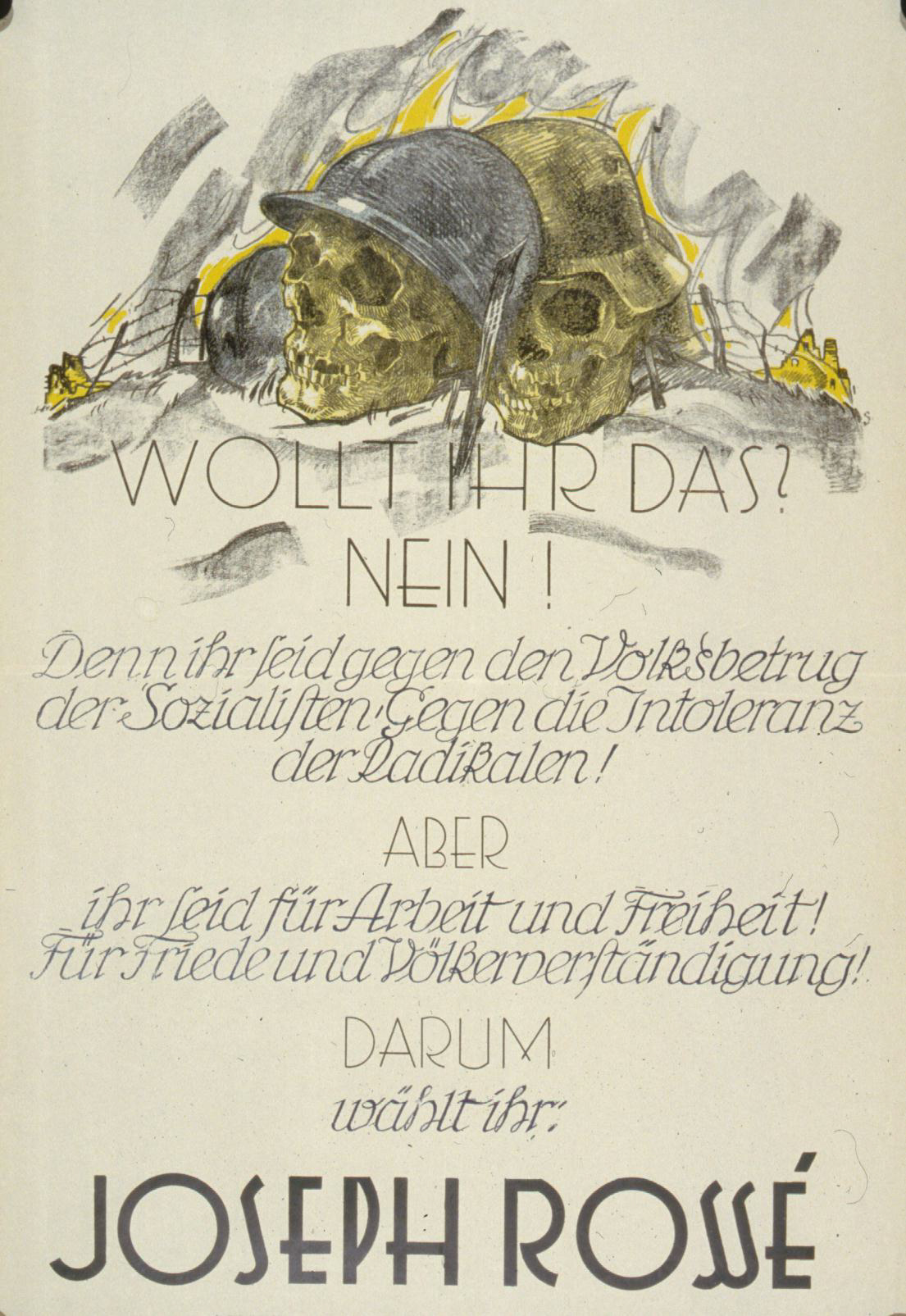
Wahlplakat für Joseph Rossé

Die Nachwahl stand unter dem Eindruck des Attentats des Metzgergesellen Georges Benoit am 21. Dezember 1928 auf den Generalstaatsanwalt Fachot, der den Prozess gegen die Autonomisten betrieben hatte. In Colmar benannte Rossé das Vorstandsmitglied der Elsässer Landespartei und radikalen Autonomisten René Hauss, als Nachfolger. Die Volkspartei verzichtete auf einen eigenen Kandidaten und honorierte damit auch, dass Hauss im April 1928 seine Kandidatur zugunsten von Michel Walter zurückgezogen hatte.
Durch das Gesetz vom 24. Dezember 1931 wurde er begnadigt und konnte seine politische Arbeit wieder aufnehmen.
Bei den Kammerwahlen 1932 wurde er im zweiten Wahlgang mit 11.156 Stimmen (seine Gegenkandidaten Bisch und Arschbacker hatten 8.869 bzw. 1.626 Stimmen erhalten) in die Abgeordnetenkammer gewählt. Dort begründete er die aus nur sechs Abgeordneten aus Elsass und Lothringen bestehende Fraktion Républicains du centre. Im Parlament war er Mitglied der Ausschüsse für Elsass und Lothringen und des Ausschusses der befreiten Gebiete. 1936 wurde er mit 12.420 Stimmen erneut in die Kammer gewählt. Sein Gegenkandidat Richard erhielt 9.952 Stimmen.
Mit Beginn des Zweiten Weltkriegs wurde er im Oktober 1939 mit zahlreichen weiteren elsässischen Autonomisten von den französischen Sicherheitskräften verhaftet und wegen „Spionage für den Feind“ angeklagt. Er konnte daher nicht an der Sitzung der Nationalversammlung teilnehmen, auf der am 10. Juli 1940 die erweiterten Vollmachten für Marschall Pétain beschlossen wurden. Ein Prozess kam jedoch nicht mehr zustande. Im Rahmen der Waffenstillstandsverhandlungen wurde die Freilassung der Gefangenen vereinbart und Rossé am 17. Juli 1940 in Chalon-sur-Saône den deutschen Truppen übergeben. Er unterschrieb noch am 17. Juli 1940, gemeinsam mit der Gruppe der Nanziger, das von Robert Ernst vorbereitete Manifeste des Trois Épis, ein Bekenntnis zur Annexion durch Nazi-Deutschland. Rossé wurde Leiter des Entschädigungsamtes für „Vorkämpfer des Deutschtums“ im Elsass und schließlich Generaldirektor des Alsatia-Verlags in Colmar. Die meisten „Nanziger“ wurden in der Nachkriegszeit von französischen Gerichten wegen Kollaboration und Landesverrat verurteilt. Rossé wurde im Februar 1945 verhaftet und 1947 als Kollaborateur und wegen angeblicher Spionage für Nazi-Deutschland zu 15 Jahren Zwangsarbeit verurteilt. Er starb 1951 im Gefängnis Centre de détention d'Eysses.

## Zitate zu Rossé

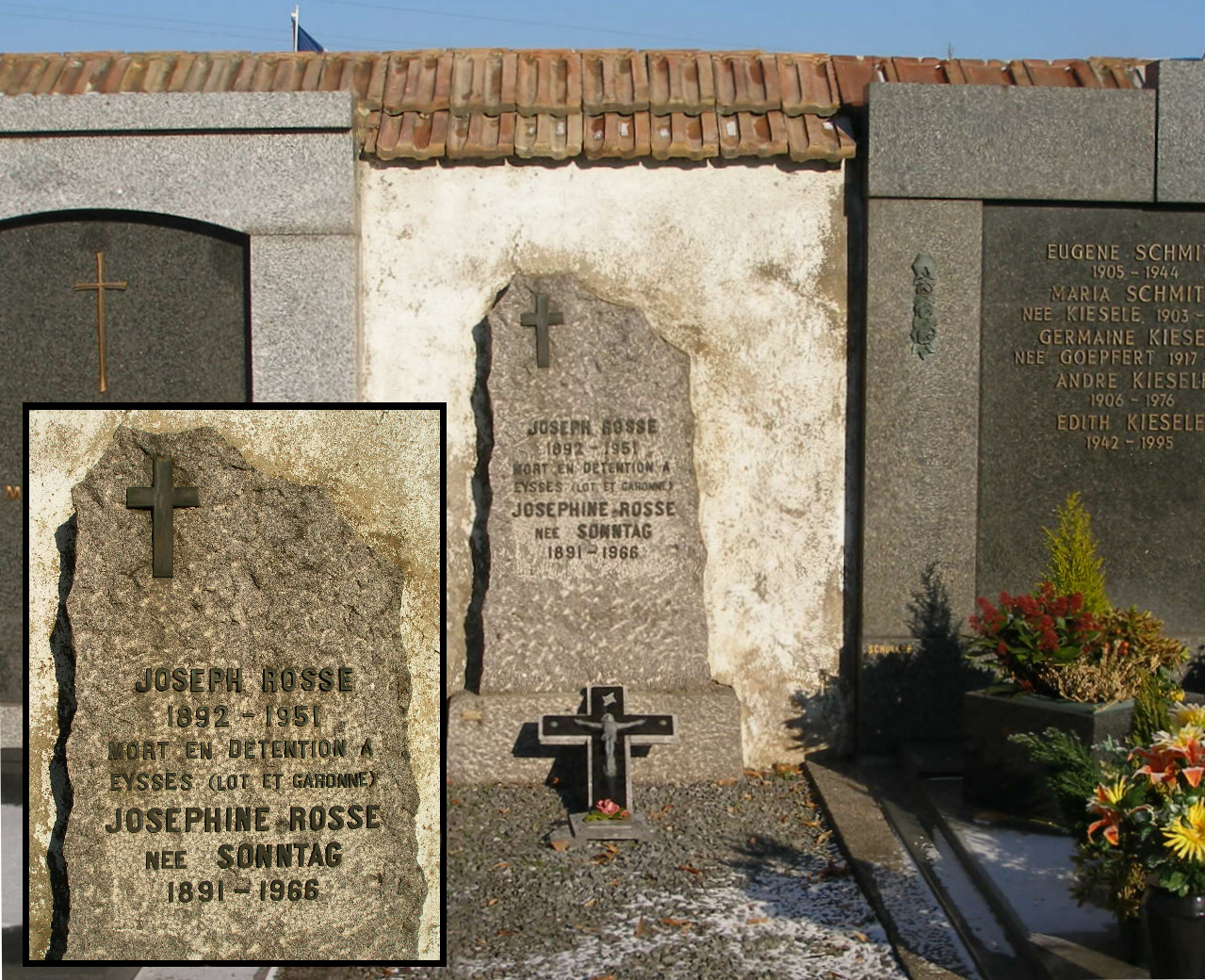
Grab von Joseph Rossé in Colmar

Clemens August Graf von Galen, Bischof von Münster, schrieb am 21. Januar 1946:
"Auf jeden Fall kann ich aus meiner eigenen Erfahrung bezeugen, daß die Bücher des Alsatia-Verlags bis in die letzten Kriegsjahre hinein unseren Widerstand gegen das Neuheidentum der Nazis wirksam unterstützt haben. Es entspricht also den Tatsachen, daß Herr Joseph Rossé in hervorragendem Maße zu den Kämpfern gegen das Nazitum gehört."
Der Schriftsteller Reinhold Schneider schrieb ebenfalls 1946:
"Wenn ich heute mit großer Bewegung aus fremdländischen Sendern wie etwa London und dem Vatikan erfahre, daß meine Stimme mit einer einzigen andern als einzige Stimme des Rufers in der Wüste und Stimme der Wahrheit eingeschätzt wird, so danke ich das zu einem großen Teile der Tapferkeit und der Opferbereitschaft des Herrn Rossé. Ich habe ihn immer mehr verehren gelernt als einen Mann, der unendlich viel Gutes gewirkt hat, ohne davon zu sprechen."

## Schriften
- Vorwort in: Im Dienste der Kirche und des Volkes. Festschrift zum 60. Geburtstage des H. Abbé Dr. Xavier Haegy. Editions Alsatia, Colmar 1930.
- (Hrsg.): Das Elsass von 1870–1932. 4 Bände, Verlag Alsatia, Colmar 1936–1938.